# Bătălia de la Cannae (1018)
Cea de a doua bătălie de la Cannae a avut loc în 1018 între bizantinii comandați de catepanul Vasile Boioannes și longobarzii de sub Melus din Bari. Tabăra longobardă angajase un grup de mercenari normanzi aflați sub comanda lui Gilbert Buatère (din familia Drengot, în vreme ce Boioannes dispunea de un detașament de varegi, care îi fusese trimis ca o contrapondere pentru normanzii din tabăra adversă. Bătălia s-a purtat în același punct în care cartaginezii lui Hannibal distruseseră armata romană în anul 216 î.Hr..
Bătălia a constituit un dezastru pentru longobarzi, care au fost covârșiți. Melus a reușit să scape cu fuga în teritoriul papal și apoi la curtea imperială a lui Henric al II-lea de la Bamberg. Normanzii și-au pierdut în luptă comandantul, Gilbert Buatère, și cea mai mare parte a grupului lor. Cu toate acestea, ceea ce a rămas din grupul de normanzi au constituit baza viitoarelor cuceriri din sudul Italiei. Până la sfârșitul secolului al XI-lea, cea mai mare parte din sudul Italiei va ajunge sub controlul lor.